# Jodi Kantor

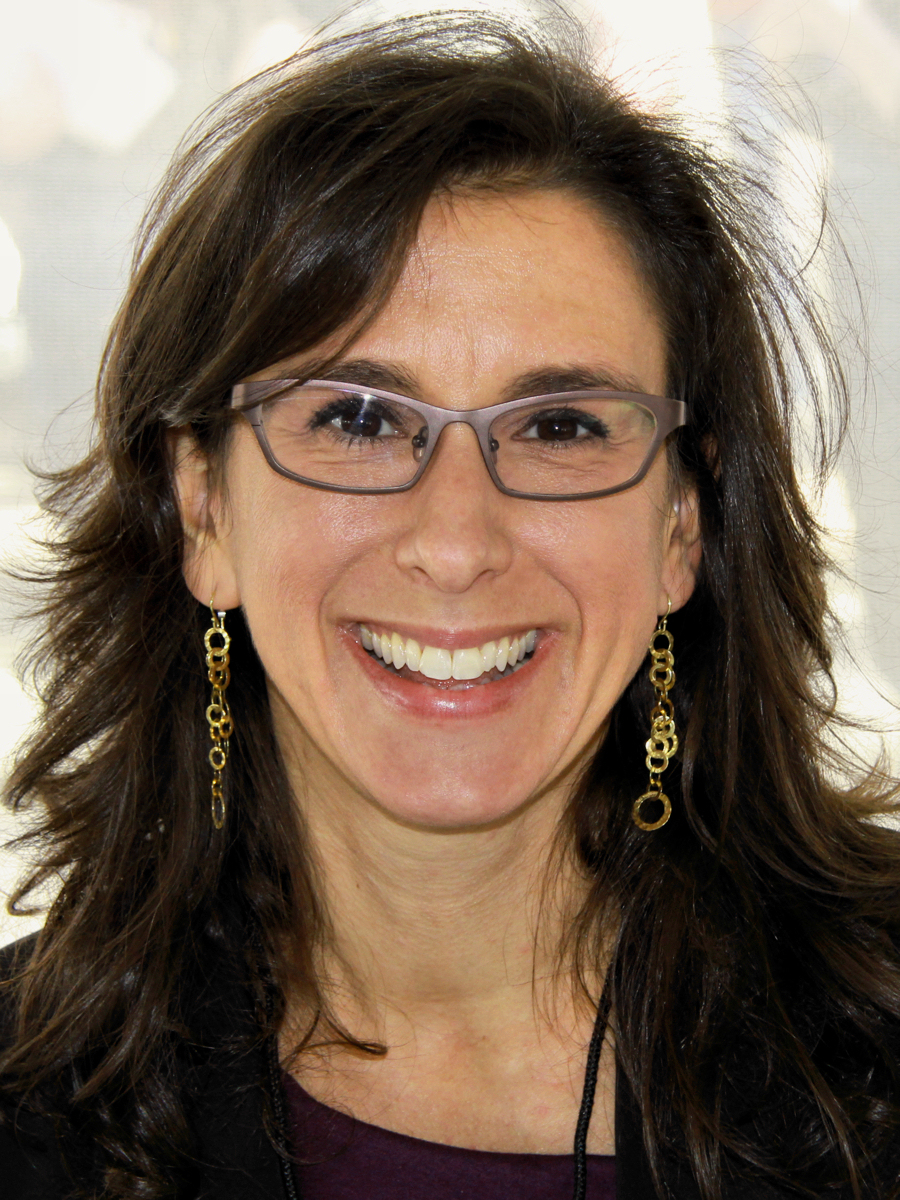
Jodi Kantor (2012)

Jodi Kantor (geboren 21. April 1975 in New York City) ist eine  US-amerikanische Journalistin und Sachbuchautorin. Ihre gemeinsam mit Megan Twohey 2017 in der New York Times publizierte Investigativ-Reportage über jahrelang ausgeübte sexuelle Gewalt gegenüber Frauen durch den Filmproduzenten Harvey Weinstein löste weltweit die MeToo-Bewegung sowie später dessen Verurteilung aus.

## Leben und Wirken
Jodi Kantor wuchs in ihrer Geburtsstadt New York City auf. Ihren High-School-Abschluss absolvierte sie im 45 km entfernten Holmdel Township, New Jersey. Anschließend studierte sie an der Columbia University in New York und beendete ihr Studium mit Magna cum laude. Ein Stipendium führte sie von 1996 bis 1997 nach Israel, wo sie Hebräisch lernte und mit israelisch-palästinensischen NGOs in Ostjerusalem arbeitete. Später belegte sie ein Semester lang Vorlesungen an der Harvard Law School. Diese verließ sie und begann beim Onlinemagazin Slater als New York-Korrespondentin.
Seit 2003 arbeitet Jodi Kantor als Redakteurin und Journalistin für die New York Times, anfangs für das Ressort Kunst, auf dessen Berichterstattung sie seitdem starken Einfluss nahm. Später baute sie als leitende Redakteurin das Ressort um und modernisierte es. Ab 2007 wandte sich Jodi Kantor der Politikberichterstattung zu. Im Wahljahr 2008 begleitete sie den US-Präsidentschaftswahlkampf von Barack Obama journalistisch. Jodi Kantor durfte später die Obamas auch aus der Nähe beobachten und lieferte mit ihrem Buch Die Obamas eine Nahaufnahme ihrer privaten und politischen Partnerschaft.
Nachdem im Jahr 2017 ein Bericht über sexuelle Belästigung durch den Fox-News-Moderator Bill O’Reilly dessen sofortige Entlassung zur Folge hatte, beschloss die Herausgeberin der New York Times, Rebecca Corbett, die gesamte Unterhaltungsbranche weiter unter die Lupe zu nehmen. Die Investigativjournalistin Jodi Kantor stieß daraufhin auf Missbrauchs-Anschuldigungen der Schauspielerinnen Rose McGowan und Ashley Judd gegen den Hollywood-Produzenten Harvey Weinstein und begann mit einer Recherche, in die auch ihre Kollegin Megan Twohey eingebunden war. Die Veröffentlichung der Rechercheergebnisse über jahrelang ausgeübte sexuelle Gewalt gegenüber Frauen durch den Filmproduzenten Harvey Weinstein löste weltweit die MeToo-Bewegung sowie später dessen Verurteilung aus. Die Geschichte der Investigativrecherche wurde 2019 von Kantor und Twohey in einem Sachbuch publiziert und 2022 durch die deutsche Regisseurin Maria Schrader mit dem Spielfilm She said in die Kinos gebracht.

## Privates
Jodi Kantor ist mit dem Journalisten Ron Lieber verheiratet. Gemeinsam haben sie zwei Kinder und leben in Brooklyn, New York City.

## Auszeichnungen und Ehrungen
Jodi Kantor wurde für ihre journalistische Arbeit ausgezeichnet. 2017 erhielt sie gemeinsam mit Megan Twohey für ihre Reportage über Harvey Weinstein einen Preis von PEN America. Das Time Magazin kürte sie 2018 gemeinsam mit ihrer Kollegin Megan Twohey als eine der 100 einflussreichsten Personen. Vom Crain’s Magazine wurde sie als eine der vielversprechendsten New Yorkerinnen 40 Under 40 ausgewählt.
Der Pulitzer-Preis 2018 in der Kategorie Dienst an der Öffentlichkeit wurde der New York Times verliehen für die Reportage von Jodi Kantor und Megan Twohey für die Aufdeckung des fortgeführten sexuellen Missbrauchs an Frauen in abhängigen Arbeitsverhältnissen, insbesondere in der Filmszene Hollywoods.
Für die Publikation „Culture of Harassment“ über Harvey Weinstein wurde ihr 2018 gemeinsam mit Megan Twohey, Emily Steel, Michael S. Schmidt, Susan Chira und Catrin Einhorn der Gerald-Loeb-Award in der Sparte Investigation zuerkannt.
Im Mai 2022 wurde Jodi Kantor die Ehrendoktor-Würde der Universität Tel Aviv verliehen. Im Rahmen der Romyverleihung 2023 wurde sie mit dem Sonderpreis der Jury für She Said ausgezeichnet.

## Publikationen (Auswahl)
- Jodi Kantor: Die Obamas: Ein öffentliches Leben. Droemer Knaur, München 2012, ISBN 978-3-426-27559-7.
- Jodi Kantor, Megan Twohey: She said. Breaking the Sexual Harassment Story That Helped Ignite a Movement. (engl.) Penguin Press, London 2019, ISBN 978-0-525-56034-0.
- Jodi Kantor, Megan Twohey: #Me Too. Von der ersten Enthüllung zur globalen Bewegung. (Aus dem Amerikanischen von Judith Elze und Katrin Harlaß.) Klett-Cotta, Stuttgart 2020, ISBN 978-3-608-50471-2.